# 즌다모찌

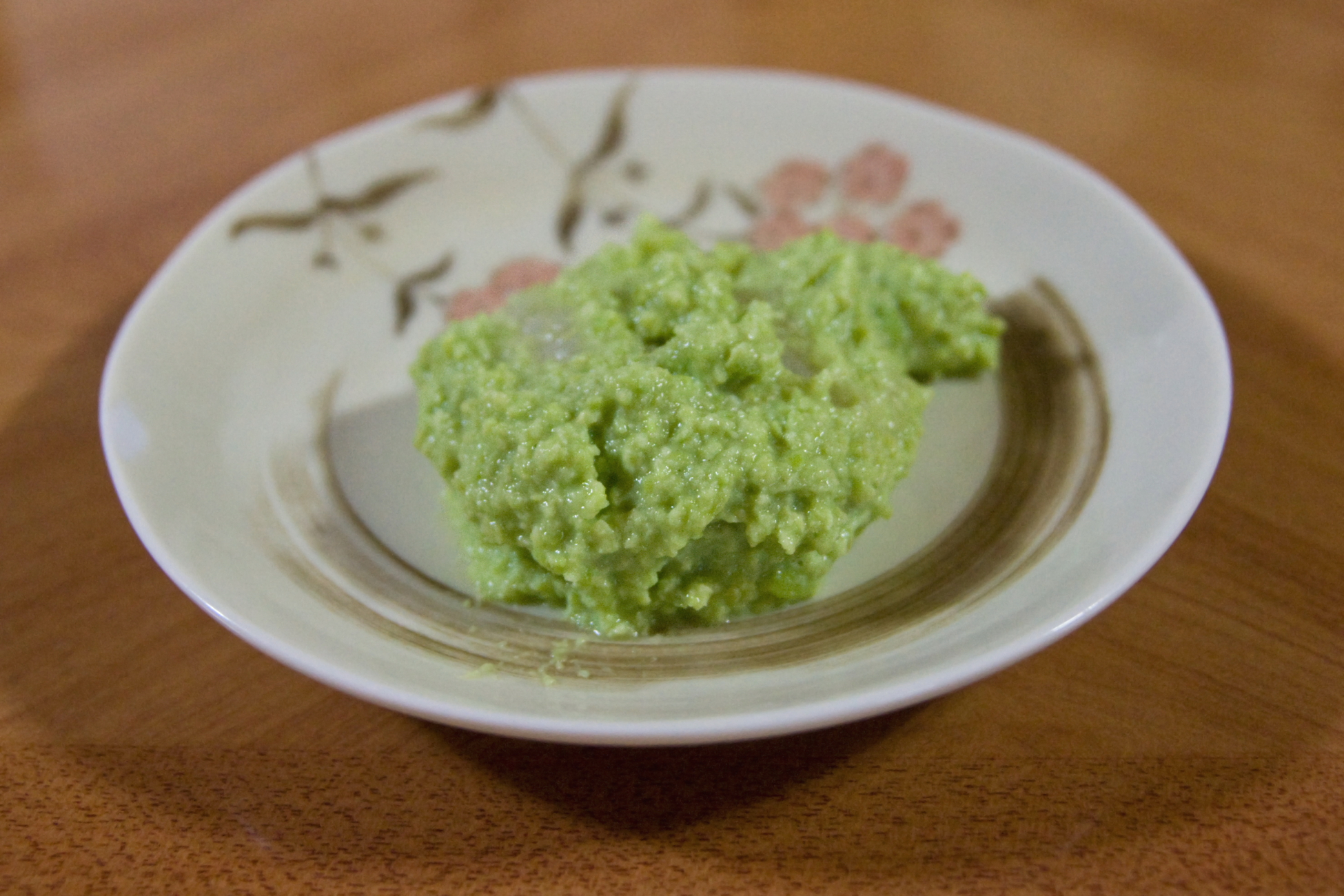
즌다모찌

즌다모찌(ずんだ餅)는 일본 북동부에서 인기 있는 일본 과자의 일종이다. 일반적으로 찹쌀을 둥글게 빚은 떡 위에 달콤한 으깬 된장을 얹은 형태이다. 어떤 품종에서는 푸른 된장이 흰 떡 전체를 덮고 있다. 모든 경우에 풋콩이라는 알려진 미성숙 콩이 사용된다. 이와 밀접한 관련이 있는 제품은 대두 대신 호두를 사용한 "쿠루미모찌"이다.

## 어원
즌다모찌라는 용어가 어떻게 생겨났는지에 대해서는 다양한 설이 있다. 한 이론에 따르면 즌다라는 단어는 "콩을 으깨는 것"을 의미하는 즈다(豆打)에서 유래했다고 한다. 또 다른 설에서는 즈다가 전국 시대에 검으로 콩을 으깬 유명한 무장 다테 마사무네의 진다치 검에서 유래했다는 설도 있다. 세 번째 이론은 진타라는 농부가 이 요리에 대한 아이디어를 생각해 냈다는 것이다. 전하는 바에 따르면, 무장 다테 마사무네는 이 농부의 아이디어를 좋아하고 그 제품에 "진타모찌"라는 이름을 붙였다. 즌다모찌라는 용어는 일본 북부의 다양한 지역에서 여러 가지 변형으로 발전했다. 또한 일부 방언에서는 "모찌"라는 단어 자체가 "모즈"로 발음된다.

## 같이 보기
- 모찌
- 일본의 쌀